# Direcció general d'Afers Econòmics
La Direcció general d'Afers Econòmics (DIGENECO) és un òrgan directiu d'Espanya que depèn de la Secretaria d'Estat de Defensa (SEDEF), del Ministeri de Defensa.

## Estructura
De la Direcció general depenen els següents òrgans:
- La Subdirecció General de Comptabilitat.
- L'Oficina Pressupostària.
- La Subdirecció General de Gestió Econòmica.
- La Subdirecció General de Contractació.
- La Junta General d'Alienacions i Liquidadora de Matèria.

## Llista de directors generals
- José Luis Ruíz Sumalla (2017-)
- Vicente Gimeno Aránguez (2012-2017)
- Mariano Rojo Pérez (2009-2012)
- Jesús Salvador Miranda Hita (2008-2009)
- Julio Martínez Meroño (2007-2008)[1]
- Juan Alfonso Ruiz Molina (2004-2007)
- Carlos Valverde Rodao (2000-2004)
- Francisco Pérez Muinelo (1996-2000)
- Tomás Pérez Franco (1989-1996)
- José Ignacio Moscoso del Prado y del Alamo (1985-1989)
- Jesús Palacios Rodrigo (1984-1985)

L'actual titular de la Direcció general d'Assumptes Econòmics, des de març de 2017, és el general de brigada del Cos d'Intendència de l'Exèrcit de Terra José Luis Ruíz Sumalla.

## Funcions
La Direcció general d'Afers Econòmics és l'òrgan directiu al que li correspon la planificació i desenvolupament de la política econòmica i financera del Departament, així com la supervisió i adreça de la seva execució. A aquests efectes, depenen funcionalment d'aquesta direcció general tots els òrgans competents en les citades matèries del Departament i dels seus organismes autònoms.
En concret, li corresponen les següents funcions:
- Dirigir, coordinar i controlar la comptabilitat del Departament, així com el control dels crèdits i de l'execució de la despesa.
- Elaborar i proposar els plans d'acció ministerials per a la correcció de les febleses identificades en l'activitat econòmica del Ministeri, impulsar la seva implementació i realitzar el seu seguiment.
- Elaborar i tramitar l'avantprojecte consolidat del Pressupost del Departament, informar i tramitar les propostes de la seva modificació, informar els projectes de disposicions normatives amb repercussió sobre la despesa pública, i proposar i implementar la normativa pressupostària.
- Exercir l'adreça financera dels programes pressupostaris i la programació econòmica.
- Administrar els recursos econòmics que se li assignin i els no atribuïts expressament a altres òrgans del Ministeri, els destinats a les contribucions financeres a les organitzacions internacionals en els quals participi el Departament i al funcionament dels organismes del Ministeri a l'estranger; així com efectuar els pagaments i justificació dels recursos destinats a les adquisicions a l'estranger.
- Exercir la representació nacional en els comitès i òrgans de decisió de caràcter econòmic, en coordinació amb l'Estat Major de la Defensa i la Direcció general de Política de Defensa, segons els casos.
- Administrar, en coordinació amb l'Estat Major de la Defensa, els recursos financers destinats a finançar la participació de les Forces Armades en Operacions de pau i ajuda humanitària.
- Planificar, dirigir i controlar la contractació en l'àmbit del Departament.
- Efectuar l'anàlisi de costos i preus de les empreses subministradores o que participin en programes de defensa, així com dels costos del cicle de vida dels sistemes d'armes.
- Exercir la direcció funcional dels sistemes informàtics integrals de direcció i administració econòmica del Departament.